# می‌آی

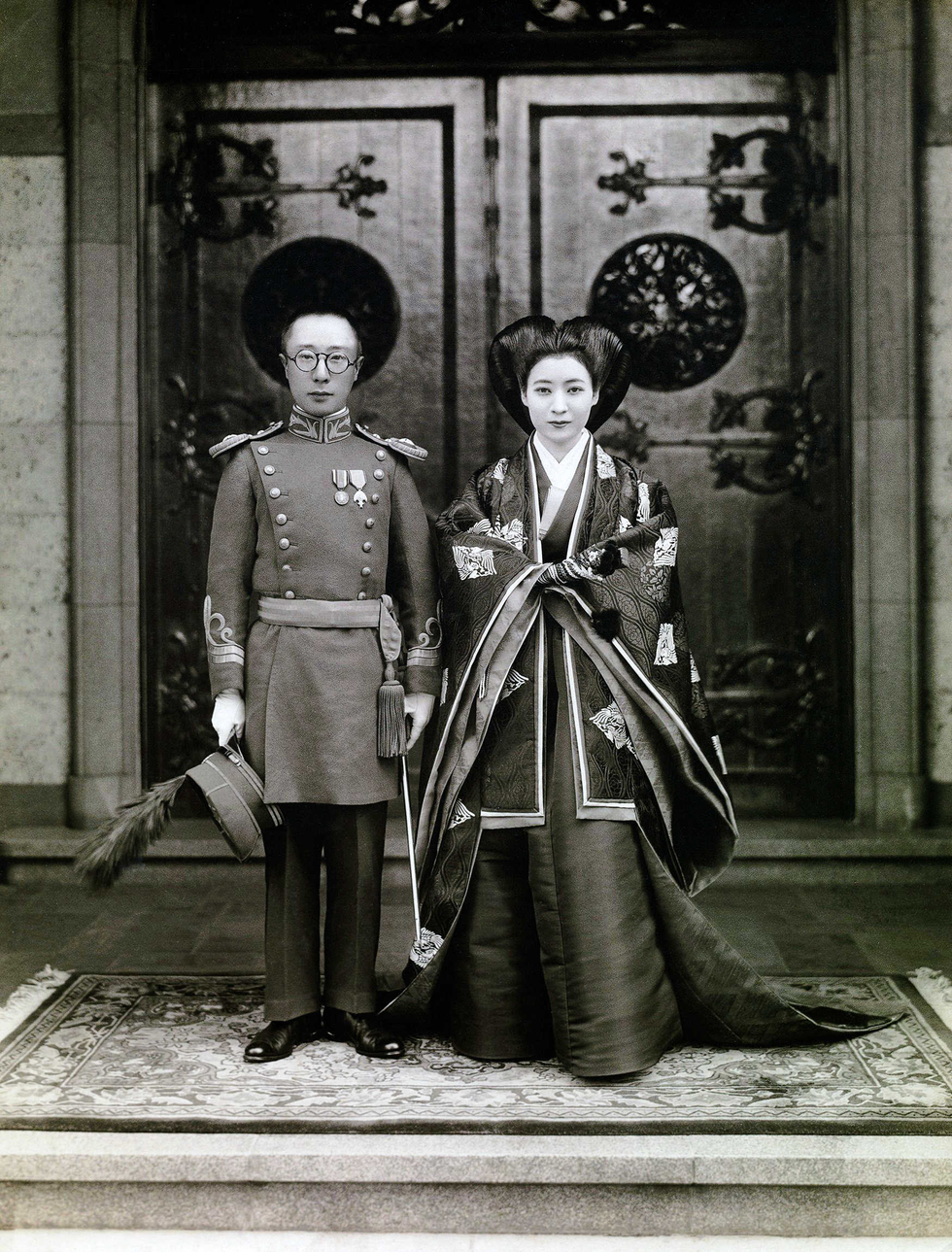
ازدواج پوجیئه و هیرو ساگا در یک ازدواج ترتیب داده شده با یک هدف استراتژیک، توکیو، ۱۹۳۷

می‌آی (به ژاپنی: 見合い ،Miai) همان‌طور که در ژاپن با پیشوند افتخاری او، او می‌آی شناخته می‌شود، یک رسم سنتی ژاپنی است که ارتباط نزدیکی با همسرسازی غربی دارد که در آن یک زن و مردی به یکدیگر معرفی می‌شوند تا امکان ازدواج را در نظر بگیرند. به عنوان یک فرصت ملاقات با ملاحظه جدی تر برای آینده به عنوان فرایند خواستگاری توصیف می‌شود. مؤسسه ملی تحقیقات جمعیت و تأمین اجتماعی ژاپن، در سال ۲۰۰۵ تخمین زده شد که حدود ۶٫۲ درصد از ازدواج‌ها در ژاپن از طریق omiai ترتیب داده می‌شود.